# Rosica Ekowa
Rosica Ekowa, bułg. Росица Екова (ur. 30 czerwca 1961) – bułgarska lekkoatletka specjalizująca się w biegach średnio i długodystansowych.
Największy sukces na arenie międzynarodowej odniosła w 1979 r. w Bydgoszczy, zdobywając brązowy medal mistrzostw Europy juniorek w biegu na 800 metrów. W 1985 r. zajęła VII miejsce w biegu na 3000 metrów podczas halowych mistrzostw Europy w Pireusie. Trzykrotnie zdobyła tytuły halowej mistrzyni Bułgarii, w latach 1985 (w biegu na 1500 metrów i 3000 metrów) oraz 1987 (w biegu na 3000 metrów).
Rekordy życiowe w biegu na 3000 metrów:
- na otwartym stadionie: 8:47,94 – Berlin 20/07/1984 (rekord Bułgarii do 08/07/2000)[4]
- w hali: 9:23,24 – Pireus 03/03/1985[5]